# Сан Джакомо Верчелезе
Сан Джа̀комо Верчелѐзе (на италиански: San Giacomo Vercellese; на пиемонтски: San Giaco, Сан Джако) е село и община в Северна Италия, провинция Верчели, регион Пиемонт. Разположено е на 197 m надморска височина. Населението на общината е 330 души (към 2010 г.).